# 그랑드코모르섬

그랑드코모르의 기

코모로 제도

그랑드코모르섬(프랑스어: Grande Comore) 또는 응가지자섬(코모로어: Ngazidja)은 코모로 제도 최북단에 위치한 섬으로 면적은 1,025km2, 인구는 316,600명(2006년 기준), 인구 밀도는 300.52명/km2이다. 코모로 제도에서 가장 큰 섬이다. 중심 도시인 모로니는 코모로의 수도이기도 하다.